# La Vila (Viladrau)
La Vila és una masia de Viladrau (Osona) inclosa a l'Inventari del Patrimoni Arquitectònic de Catalunya.

## Descripció
Masia de planta rectangular (30x20) coberta a tres vessants amb el carener paral·lel a la façana situada a ponent i un aiguavés a la façana S. Assentada sobre el pendent del terreny, consta de planta i dos pisos, un cos de porxos (1'5m) adossat a la façana principal; i una capella adossada a la façana S. La façana principal presenta el cos de porxos, el sostre del qual és sostingut per sis pilars; a la planta presenta dos portals emmarcats amb granit gris i d'arc escarser: el del sector N presenta la dovella central de l'arc esculturada i datada (1769) i un altre central, també d'arc escarser, que dona accés a l'atri*; i també un portal petit i dues finestres al sector N, que just a l'angle s'uneix amb l'antiga masoveria per un cos de planta i porxos; el primer pis (porxo) presenta sis arcs escarsers i barana de ferro entre els pilars i cinc portals rectangulars de granit, un dels quals està en el cos d'unió entre els dos edificis, i una finestra; al segon pis el porxo presenta uns badius molt baixos amb barana de fusta, dos portals i dues finestres; *l'atri està format per tres espais separats per arcs (un d'ells de mig punt i un xic irregular), i coberts amb volta rebaixada de rajoleta; el primer d'aquests dona a unes corts (antigues cavalleries), el següent presenta un portal d'arc de mig punt amb tarja de forja datada (1861), i l'altra presenta dos cavalcadors i dona a la lliça. La façana S presenta un portal escripturat i datat (1843), que dona accés a la capella, amb un òcul rodó al damunt i tres finestres quadrades; el primer pis presenta tres balcons amb cinc portals i cinc finestres quadrades al segon. La façana E presenta la capella al campanar d'espadanya, un portal d'arc escarser (atri) amb dovella central escripturada (1800) i dues finestres a la planta; al primer pis dos balcons (un d'ells amb cartel·la motllurada) amb dos portals i barana de ferro, i una finestra central; al segon pis cinc finestres. La façana N, parcialment adossada al pendent del terreny, dona a peu de primer pis, el qual presenta al sector O un portal que dona accés al porxo, i quatre finestrals amb forjat; al segon pis un portal rectangular central que probablement per mitjà d'una palanca unia la casa amb el mur de l'era, i dues finestres amb forjat; sota el carener una finestra rectangular amb forjat.
Cambreria: Edifici de planta rectangular (19x6) coberta a un vessant que desguassa a la façana de ponent, la qual dona a la lliça (19x9) que està unida a la casa pairal (capella) per un portal amb barbacana al sector S mentre que al N està tancada per un mur de contenció en el que hi ha excavada una font dedicada a Santa Caterina. S'observen dos cossos: el del sector N consta de planta (corts) i pallissa i el del sector S correspon a l'antiga cambreria i consta de planta i primer pis. La façana principal presenta a la planta (cambreria) un portal rectangular amb llinda de fusta i emmarcament de granit gris i una finestra amb forjat. Al primer pis hi ha tres finestres de granit gris. A la planta del sector de les corts hi trobem tres finestres entre els dos pilars de totxo que sostenen les encavallades del teulat de la pallissa. La façana N està parcialment adossada al mur de contenció que forma un passatge i presenta un portal que dona a la pallissa. La façana E està parcialment adossada a la masoveria actual amb un portal a la planta. La façana S presenta un portal i una finestra amb forjat a la planta i una finestreta al primer pis.
Cabana de planta rectangular (11x7) situada davant d'una era semicircular encaironada (12m de radi) i coberta a dos vessants amb el carener perpendicular a la façana de migdia. Consta de planta i pallissa i en el sector E un cos de corts. La façana principal presenta tres pilars que sostenen la coberta i també el sostre que separa la planta de la pallissa. El cos de corts té un portal rectangular i amb llinda de fusta i una finestra amb llinda de fusta i emmarcaments de totxo (actualment aquest cos s'utilitza com a galliner). Les façanes E i O són cegues. La façana N presenta una finestra amb llinda de fusta i emmarcament de totxo a la planta del cos de corts.

## Història
Masia del segle xviii i anteriors que probablement formava part dels 82 masos que existien en el municipi pels volts de 1340, segons consta en els documents de l'època. El trobem registrat en els fogatges de la "Parròquia i terme de Viladrau fogajat a 6 de octubre 1553 per Joan Masmiguell balle com apar en cartes 230", juntament amb altres 32 que continuaven habitats després del període de pestes, on consta un tal "Carles Vila". Els actuals propietaris no mantenen la cognominació d'origen, que perdurà fins a finals del segle passat.